# Peter Škantár
Peter Škantár (* 20. července 1982 Kežmarok) je bývalý slovenský vodní slalomář, kanoista závodící v kategorii C2. Jeho partnerem v lodi byl jeho bratranec Ladislav Škantár.
První cenný kov na světových šampionátech získal v roce 2007 v závodě hlídek, z individuálních závodů si od té doby přivezl dvě stříbra a tři bronzy.
Na letních olympijských hrách poprvé startoval v Riu 2016, kde závod deblkánoí vyhrál.